# Keep 'Em Flying
Keep 'Em Flying este un film de comedie american din 1942 regizat de Arthur Lubin. În rolurile principale joacă actorii Bud Abbott, Lou Costello și Martha Raye.

## Actori
- Bud Abbott ca Blackie Benson
- Lou Costello ca Heathcliff
- Martha Raye ca Gloria Phelps / Barabara Phelps
- Carol Bruce ca Linda Joyce
- William Gargan ca Craig Morrison
- Dick Foran ca Jinx Roberts
- Freddie Slack ca Pianist